# Chondrorhyncha
Chondrorhyncha Lindley 1846 es un género con 31 (o 60, según las clasificaciones) especies de orquídeas epífitas simpodiales.  Se distribuyen en las zonas tropicales de América desde el Sur de México, Cuba, hasta Bolivia en Suramérica en las faldas de las montañas. Este género se encuentra muy próximo a los géneros, Stenia, Kefersteinia, Chaubardiella, y Chaubardia.

## Descripción
Todas las especies de este género son epífitas con un desarrollo simpodial. Carecen de pseudobulbos (excepto en el caso de Chondrorhyncha lendyana Rchb.f). Este género tiene como característica la apariencia de las planta con las hojas dispuestas en abanico (brácteas foliales imbricadas y un tallo floral corto). Las hojas de un tamaño de 10 a 15 cm dispuestas apretadamente.
Las flores de color crema tienen unas suaves fragancias y se desarrollan horizontalmente desde la axila de las vainas-hojas. Las inflorescencias pueden ser erectas o rastreras, con una sola flor de tamaño medio que tienen los sépalos laterales formando un semitubo, un labelo que no es saculiforme y que rodea a la columna, un callo prominente (con forma de lengua o de quilla), en la porción media del labelo, una columna con forma de clava sin quilla ventral y se continua con un pie de columna más o menos largo que lleva 4 Polinia aplanados, conectados a un estípite corto, conectado a un viscidio plano con forma de corazón.
Las especies de Chondrorhyncha se desarrollan bien en una mezcla 3:1 de corteza de pino de grano fino y musgo sphagnum, en condiciones intermedias de temperatura. Al cultivar estas especies hay que tener cuidado de que el estrato no se seque. Florece sucesivamente a lo largo de todo el año.

## Distribución y hábitat
Se desarrollan en las selvas cerradas muy húmedas de Centroamérica, Cuba, y Suramérica, en alturas de 500 hasta los 2000 metros.

## Etimología
El nombre Chondrorhyncha procede del griego "xhonseoa" =  "cartílago" y de "rhynchos" = "nariz" haciendo referencia a la forma del rostelo.

Sinónimos
- Warczewiczella Rchb.f., Bot. Zeitung (Berlín) 10: 635 (1852).
- Ackermania Dodson & R.Escobar, Orquideologia 18: 202 (1993), nom. illeg.
- Aetheorhyncha Dressler, Lankesteriana 5: 94 (2005).
- Daiotyla Dressler, Lankesteriana 5: 92 (2005).
- Echinorhyncha Dressler, Lankesteriana 5: 94 (2005).
- Euryblema Dressler, Lankesteriana 5: 94 (2005).
- Ixyophora Dressler, Lankesteriana 5: 95 (2005).
- Stenotyla Dressler, Lankesteriana 5: 96 (2005).[1]

## Especies
Especie tipo: Chondrorhyncha rosea Lindley (1846).
- Chondrorhyncha albicans Rolfe
- Chondrorhyncha amabilis Schltr. 1920.
- Chondrorhyncha amazonica ( Rchb.f. & sine ref. ) A.D.Hawkes
- Chondrorhyncha anatonaz ( Dressler ) Senghas
- Chondrorhyncha andreae  P. Ortíz 1994.
- Chondrorhyncha andreettae Jenny 1989.
- Chondrorhyncha antonii P. Ortiz 1994.
- Chondrorhyncha aromatica ( Rchb.f. ) P.H.Allen.
- Chondrorhyncha aurantiaca Senghas & Gerlach 1991.
- Chondrorhyncha caloglossa ( Schltr. ) P.H.Allen.
- Chondrorhyncha caquetae Fowlie
- Chondrorhyncha carinata  Ortiz
- Chondrorhyncha caudata J.D.Ackerman
- Chondrorhyncha chestertonii Rchb.f 1879.
- Chondrorhyncha cornuta Garay
- Chondrorhyncha costaricensis ( Schltr. ) P.H.Allen
- Chondrorhyncha crassa Dressler
- Chondrorhyncha bicolor Rolfe.
- Chondrorhyncha discolor ( Lindl. ) P.H.Allen
- Chondrorhyncha eburnea Dressler
- Chondrorhyncha ecuadorensis Dodson
- Chondrorhyncha embreei Dodson & Neudecker
- Chondrorhyncha endresii Schltr.
- Chondrorhyncha escobariana Dodson & Neudecker
- Chondrorhyncha estradae Dodson
- Chondrorhyncha estrellensis Ames
- Chondrorhyncha fimbriata (Linden & Rchb.f. ) Rchb.f.
- Chondrorhyncha flabelliformis ( Sw. ) Alain
- Chondrorhyncha flaveola ( Linden & Rchb.f. ) Garay
- Chondrorhyncha fosterae  Dodson
- Chondrorhyncha gentryi Dodson & Neudecker
- Chondrorhyncha guianensis Lafontaine, G.Gerlach & Senghas
- Chondrorhyncha guttata ( Rchb.f. ) Garay
- Chondrorhyncha helleri Fowlie 1971.
- Chondrorhyncha hirtzii Dodson 1989.
- Chondrorhyncha lactea ( Rchb.f. ) L.O.Williams
- Chondrorhyncha lankesteriana Pupulin
- Chondrorhyncha lendyana Rchb.f 1886.
- Chondrorhyncha liensis
- Chondrorhyncha lipscombiae Rolfe
- Chondrorhyncha litensis Dodson
- Chondrorhyncha lojae (Schltr.) C.Schweinf.
- Chondrorhyncha luerorum R.Vásquez Ch. & Dodson
- Chondrorhyncha macronyx Kraenzl.
- Chondrorhyncha maculata Garay
- Chondrorhyncha manzurii P.Ortiz V.
- Chondrorhyncha marginata ( Rchb.f. ) P.H.Allen
- Chondrorhyncha merana Dodson & Neudecker
- Chondrorhyncha microcharis ( Schltr. ) L.O.Williams
- Chondrorhyncha palorae ( Dodson & Hirtz ) Senghas & G.Gerlach
- Chondrorhyncha parvilabris ( Schltr. ) L.O.Williams
- Chondrorhyncha plicata D.E.Benn. & Christenson
- Chondrorhyncha pusilla C.Schweinf.
- Chondrorhyncha picta (Rchb. f.) Senghas & G.Gerlach
- Chondrorhyncha reichenbachiana Schltr. 1921.
- Chondrorhyncha rhombilabium ( C.Schweinf. ) Fowlie
- Chondrorhyncha stapelioides ( Rchb.f. ) L.O.Williams
- Chondrorhyncha stenioides Garay
- Chondrorhyncha rosea Lindl. 1846.
- Chondrorhyncha suarezii Dodson 1989.
- Chondrorhyncha thienii (Dodson) Dodson 1984.
- Chondrorhyncha thienii ( Dodson ) Senghas
- Chondrorhyncha velastiguii Dodson.
- Chondrorhyncha viridisepala Senghas
- Chondrorhyncha vollesii G.Gerlach, T.Neudecker & H.G.Seeger
- Chondrorhyncha wailesiana ( Lindl. & sine ref. ) A.D.Hawkes
- Chondrorhyncha wercklei ( Schltr. ) C.Schweinf.